# 插岗乡
插岗乡，是中华人民共和国甘肃省甘南藏族自治州舟曲县下辖的一个乡镇级行政单位。

## 行政区划
插岗乡下辖以下地区：
恰瓦村、古当村、普岱村、角绕村、嘎里村、角桥村、亚合村和塘古村。